# Svjetsko prvenstvo u nogometu – SR Njemačka 1974.
10. Svjetsko prvenstvo u nogometu održalo se u SR Njemačkoj od 13. lipnja do 7. srpnja 1974. godine.

## Konačni poredak
| Njemačka   |
| Nizozemska |
| Poljska    |